# Älibek Qassymow
Älibek Chamiduly Qassymow (kasachisch Әлібек Хамидұлы Қасымов, russisch Алибек Хамидович Касымов; * 18. September 1954 in Alma-Ata, Kasachische SSR) ist ein kasachischer Generaloberst.

## Leben
Älibek Qassymow wurde 1954 in Alma-Ata geboren. Er besuchte die Höhere Militärkommando-Schule in Alma-Ata, die er 1975 abschloss und später die Frunse-Militärakademie in Moskau. Hier erlangte er 1985 einen Abschluss.
Er begann 1975 seine militärische Laufbahn bei den sowjetischen Streitkräften als Kommandeur eines motorisierten Infanteriezuges im baltischen Militärbezirks in Kaliningrad. Ab 1977 war er Kommandeur der 6. motorisierten Infanteriekompanie und anschließend ab 1981 stellvertretender Kommandeur des 79. Gardeinfanterie. Zwischen 1985 und 1992 hatte er verschiedene Positionen inne, unter anderem Generalstabschef, stellvertretender Generalstabschef, Kommandant eines motorisierten Schützenregiments sowie stellvertretender Chef des Führungsstabes des Transkaukasischen Militärbezirkes.
Nach der Unabhängigkeit Kasachstans war Qassymow von Mai bis August 1992 erster stellvertretender Stabschef der 40. Armee der kasachischen Streitkräfte. Von August bis November 1992 war er Abteilungsleiter und stellvertretender Chef des kasachischen Verteidigungsstabes. Von November 1992 an war er erster stellvertretender Verteidigungsminister sowie Generalstabschef der Streitkräfte. Am 16. Oktober 1995 wurde er im Kabinett von Premierminister Akeschan Kaschegeldin zum neuen kasachischen Verteidigungsminister ernannt. Diesen Posten behielt er rund ein Jahr lang, bis er am 30. Oktober 1996 von Muchtar Altynbajew abgelöst wurde. 1997 wurde er Militärattaché in der Türkei und am 12. Oktober 2001 wurde er zum stellvertretenden Sekretär des Sicherheitsrates der Republik Kasachstan ernannt.